# 이가연 (배우)
이가연(2006년 6월 28일 ~ )은 대한민국의 배우이다.

## 생애
2006년 6월 28일 서울특별시 강동구 성내동에서 2녀 중 장녀로 출생한 그는 2017년 MBC 드라마 《병원선》을 통해 배우로 데뷔하였다.
대표 작품으로는 2020년 KBS 2TV 드라마 《한 번 다녀왔습니다》 등이 있다.

## 학력
- 2013년 ~ 2019년 서울성일초등학교
- 2019년 ~ 2022년 성내중학교
- 2022년 ~ 리라아트고등학교 영상음악콘텐츠과

## 출연 작품

### 드라마
| 연도 | 방송사    | 제목                                                | 역할                      | 비고      |
| ---- | --------- | --------------------------------------------------- | ------------------------- | --------- |
| 2017 | MBC       | 병원선                                              |                           | 40부작    |
| 2019 | tvN       | 위대한 쇼                                           | 단비                      | 16부작    |
| 2020 | MBC       | 더 게임: 0시를 향하여                               |                           | 32부작    |
| 2020 | KBS 2TV   | 한 번 다녀왔습니다                                  | 송서영                    | 100부작   |
| 2021 | 카카오TV  | 도시남녀의 사랑법 (웹 드라마)                       |                           | 17부작    |
| 2021 | KBS 2TV   | KBS 드라마 스페셜 - 딱밤 한 대가 이별에 미치는 영향 | 오수연                    | 1부작     |
| 2021 | KBS 2TV   | KBS 드라마 스페셜 - 셋                              | 어린 김종희 (소주연 아역) | 1부작     |
| 2021 | JTBC      | 아이돌: 더 쿠데타                                   | 김정연                    | 특별 출연 |
| 2022 | tvN       | 미씽: 그들이 있었다 2                               | 민예원                    | 특별 출연 |
| 2023 | JTBC      | 대행사                                              | 어린 고아인 (이보영 아역) | 16부작    |
| 2023 | SBS       | 낭만닥터 김사부 3                                   | 천소영                    | 16부작    |
| 2023 | KBS 2TV   | 효심이네 각자도생                                   | 이루비                    | 51부작    |
| 2024 | TV CHOSUN | 나의 해피엔드                                       | 어린 권윤진 (소이현 아역) |           |
| 2024 | SBS       | 지옥에서 온 판사                                    | 주다희                    | 14부작    |

### 영화
| 연도 | 제목             | 역할 | 감독   | 비고 |
| ---- | ---------------- | ---- | ------ | ---- |
| 2018 | 선아 (단편 영화) | 아영 | 유수미 |      |

## 수상 및 후보
| 연도 | 시상식       | 부문               | 작품               | 결과 |
| ---- | ------------ | ------------------ | ------------------ | ---- |
| 2020 | KBS 연기대상 | 여자 청소년 연기상 | 한 번 다녀왔습니다 | 수상 |
| 2023 | SBS 연기대상 | 여자 청소년 연기상 | 낭만닥터 김사부 3  | 후보 |
| 2023 | KBS 연기대상 | 여자 청소년 연기상 | 효심이네 각자도생  | 후보 |

## 외부 및 각주 링크
1. ↑  이가연 - 다음 인물 정보